# Franklin Delano Roosevelt
Franklin Delano Roosevelt (30. ledna 1882 – 12. dubna 1945) byl americký politik a státník, 32. prezident USA v letech 1933–1945. Zastával svůj úřad nejdéle ze všech amerických prezidentů (12 let a 1 měsíc) a je jediným, který byl zvolen do svého úřadu více než dvakrát (zvolen byl čtyřikrát). Pocházel z významné americké dynastie nizozemského původu, 26. prezident Theodore Roosevelt byl jeho vzdálený bratranec. Je obecně hodnocen jako jeden z nejlepších amerických prezidentů v historii a patří mezi nejvýznamnější světové státníky 20. století.

## Životopis

### Do roku 1932
Roosevelt roku 1904 absolvoval Harvard, poté vystudoval právo na Kolumbijské univerzitě (1908). Roku 1910 se stal senátorem ve státě New York. Roku 1912 se stal náměstkem na ministerstvu námořnictva, kde působil do roku 1920, kdy neúspěšně kandidoval na funkci viceprezidenta. V této funkci se podílel na přípravě kontroverzní nové ústavy Haiti (během americké okupace Haiti), která garantovala americké právo na vlastnění pozemků na Haiti.
Ve svých třiadvaceti letech (1905) se oženil se svou sestřenicí Eleonorou, která mu byla po celý život velkou oporou. Měli spolu 6 dětí, z toho 1 syn zemřel brzy po narození.
V roce 1921 Roosevelt onemocněl dětskou obrnou, která na něm zanechala trvalé následky (částečné ochrnutí). Od té doby někdy používal invalidní vozík.
V roce 1928 se stal guvernérem státu New York, zde zahájil své úspěšné tažení proti korupci.

### Prezidentství před válkou
Roku 1932 se stal demokratickým kandidátem na prezidenta, v této době vyhlásil plán New Deal („Nový úděl“ či "nová dohoda") na řešení následků Velké hospodářské krize.
| Vláda Franklina D. Roosevelta | Vláda Franklina D. Roosevelta | Vláda Franklina D. Roosevelta |
| ----------------------------- | ----------------------------- | ----------------------------- |
| Úřad                          | Osoba                         | Období                        |
|                               |                               |                               |
| Prezident                     | Franklin D. Roosevelt         | 1933–1945                     |
| Viceprezident                 | John Nance Garner             | 1933–1941                     |
|                               | Henry A. Wallace              | 1941–1945                     |
|                               | Harry S. Truman               | 1945                          |
|                               |                               |                               |
| Ministr zahraničí             | Cordell Hull                  | 1933–1944                     |
|                               | Edward R. Stettinius          | 1944–1945                     |
| Ministr války                 | George Dern                   | 1933–1936                     |
|                               | Harry H. Woodring             | 1936–1940                     |
|                               | Henry L. Stimson              | 1940–1945                     |
| Ministr financí               | William H. Woodin             | 1933–1934                     |
|                               | Henry Morgenthau, Jr.         | 1934–1945                     |
| Nejvyšší státní zástupce      | Homer S. Cummings             | 1933–1939                     |
|                               | Frank Murphy                  | 1939–1940                     |
|                               | Robert H. Jackson             | 1940–1941                     |
|                               | Francis Biddle                | 1941–1945                     |
| Ministr pošt                  | James Farley                  | 1933–1940                     |
|                               | Frank C. Walker               | 1940–1945                     |
| Ministr námořnictva           | Claude A. Swanson             | 1933–1939                     |
|                               | Charles Edison                | 1940                          |
|                               | Frank Knox                    | 1940–1944                     |
|                               | James Forrestal               | 1944–1945                     |
| Ministr vnitra                | Harold L. Ickes               | 1933–1945                     |
| Ministr zemědělství           | Henry A. Wallace              | 1933–1940                     |
|                               | Claude R. Wickard             | 1940–1945                     |
| Ministr obchodu               | Daniel C. Roper               | 1933–1938                     |
|                               | Harry Hopkins                 | 1939–1940                     |
|                               | Jesse H. Jones                | 1940–1945                     |
|                               | Henry A. Wallace              | 1945                          |
| Ministr práce                 | Frances Perkins               | 1933–1945                     |

Dne 15. února 1933, když byl již zvolen a připravoval se na převzetí úřadu, na něj při návštěvě Chicaga spáchal anarchista Giuseppe Zangara atentát. Roosevelt vyvázl bez zranění, ale na následky střelby zemřel chicagský starosta Antonín Čermák.
Po složení přísahy amerického prezidenta dne 4. března 1933 pronesl historický rozhlasový projev, v němž požádal Američany o důvěru. Tento jeho projev byl mimořádně zdařilý a silný, předznamenal tak začátek obratu z krize. Roosevelt pronášel podobné projevy pravidelně i později, vžil se pro ně název „rozhovory od krbu“.
V roce 1934 se jeho administrativa na okamžik ocitla v ohrožení, když skupina bohatých průmyslníků naplánovala vojenský převrat (tzv. Business Plot) s cílem svrhnout Rooseveltovu vládu. Pro uskutečnění hledali konspirátoři důvěru u generálmajora Smedleyho Butlera – ten ji však neopětoval a o plánech na převrat svědčil před Kongresem Spojených států.
Na přelomu let 1936 a 1937, kdy vypukla ve Flintu ve státě Michigan stávka dělníků z automobilek a viceprezident J. N. Garner po několika potyčkách dělníků s policií připravoval intervenci, Roosevelt tuto intervenci zamítl a postavil se na stranu dělníků. Stávka přesáhla lokální význam, přivedla ve velkém dělníky tohoto průmyslu do odborů, v konečném výsledku zlepšila jejich životní úroveň a přihrála Rooseveltovi další politické body.

### Za druhé světové války
Po začátku druhé světové války začal Roosevelt podporovat západní spojence, především Velkou Británii a Francii, v jejich boji proti nacistickému Německu. USA např. vyměnily s Velkou Británií 50,5 zastaralých torpédoborců z první světové války za základny na ostrovech v Karibiku. Prosadil také zákon o půjčce a pronájmu. Spojenectví s Británií stvrdil v srpnu 1941 Atlantickou chartou, společným prohlášením s britským premiérem Churchillem.
Teprve po napadení USA Japonskem v Pearl Harboru v prosinci 1941 začal vést aktivně válku proti zemím Osy (Německo, Itálie a Japonsko), a to na dvou frontách – v Tichomoří a v Evropě.
Zúčastnil se hlavních spojeneckých konferencí tzv. Velké trojky (W. S. Churchill, J. V. Stalin a F. D. Roosevelt) v Teheránu a na Jaltě. V Teheránu (konec roku 1943) se se Stalinem vůbec poprvé osobně setkal. Měl velkou zásluhu na dobrých vztazích západních spojenců s komunistickým (stalinistickým) Sovětským svazem. Roosevelt považoval Stalina za důvěryhodného partnera a zakládal si (zřejmě poněkud naivně) na přátelství s ním, což do jisté míry kalilo jeho vztah s Churchillem (kterého Roosevelt vnímal obezřetně jako exponenta britského imperialismu).
Během jeho poslední volební kampaně v roce 1944 byl již jeho zdravotní stav velmi špatný. Celkové fyzické vyčerpání doprovázely také psychické potíže v podobě depresí a projevy aterosklerózy. Roosevelt přesto dle očekávání ve volbách zvítězil, poraziv republikánského kandidáta T. E. Deweyho, a 20. ledna 1945 byl počtvrté slavnostně uveden do úřadu. Tehdy však již jen s obtížemi vnímal své okolí, projevoval se u něj nápadný třes rukou a často byl duchem zcela nepřítomen.
V tomto katastrofálním zdravotním stavu odcestoval na jaltskou konferenci. Na jejím výsledku, velmi příznivém pro Sovětský svaz, se nepochybně podepsala i neschopnost amerického prezidenta vzdorovat Stalinovým požadavkům. Roosevelt tak byl po návratu do USA napadán tiskem i veřejností za to, že jím vedené západní mocnosti Sovětskému svazu v jednáních tolik ustupovaly.

### Druhá listina práv
Krátce po svém posledním výročním projevu národu z 11. ledna 1944, který kvůli zhoršenému zdravotnímu stavu četl pro rozhlas, předložil návrh nazývaný jako Druhá listina práv (Second Bill of Rights). Tato listina je též známa pod názvem „listina hospodářských práv“.
Návrh nad stávající základní práva zaručoval právo každého Američana na:
- právo na zdravotní péči,
- právo na vzdělání,
- právo na práci za mzdu umožňující nákup základních potřeb, důstojné bydlení a odpočinek,

dále sociálním systémem, který by poskytovala ochranu před ožebračením způsobeným stářím, nemocí, nehodou nebo nezaměstnaností, tedy:
- právo na domov, zdravotní péči, ekonomickou ochranu (penzi) během nemoci, úrazu a nezaměstnanosti,
- právo na užívání starobního důchodu.

Roosevelt netrval na zanesení těchto práv do Ústavy, ale na její postupné politické implementaci.
Ke Druhé listině práv později, v roce 1979, referoval též český profesor Karel Vašák jako ke „druhé ze tří generací lidských práv“.
Rooseveltův projev byl zaznamenán na film, ale mělo se za to, že se ztratil. Byl nalezen až v roce 2008 dokumentaristou Michaelem Moorem a použit v jeho filmu O kapitalismu s láskou.

### Smrt
Roosevelt zemřel dva měsíce po návratu z jaltské konference 12. dubna 1945 na mozkovou mrtvici, právě když malířka kreslila jeho portrét. Skonal tak ve vrcholném okamžiku války, kdy se zhroucení hitlerovského Německa očekávalo každou chvíli (přišlo za necelý měsíc). Prezidentský úřad převzal dosavadní viceprezident Harry S. Truman. Kapitulace Japonska (a tedy úplný konec války) nastala až v srpnu.
Po Rooseveltově smrti bylo stanoveno, že nikdo nemůže být zvolen americkým prezidentem více než dvakrát za sebou.

## Odkaz v kultuře
O setkání Franklina Delano Roosevelta s anglickým králem Jiřím VI. natočil v roce 2012 britský režisér Roger Michell film Královský víkend.